# Notophysis johnstoni
Notophysis johnstoni es una especie de escarabajo longicornio del género Notophysis, tribu Cacoscelini, orden Coleoptera. Fue descrita científicamente por Lameere en 1903.
La especie se mantiene activa durante los meses de febrero, octubre y noviembre.

## Descripción
Mide 32-45 milímetros de longitud.

## Distribución
Se distribuye por Burundi, Uganda y Ruanda.